# 말레이시아 국립도서관

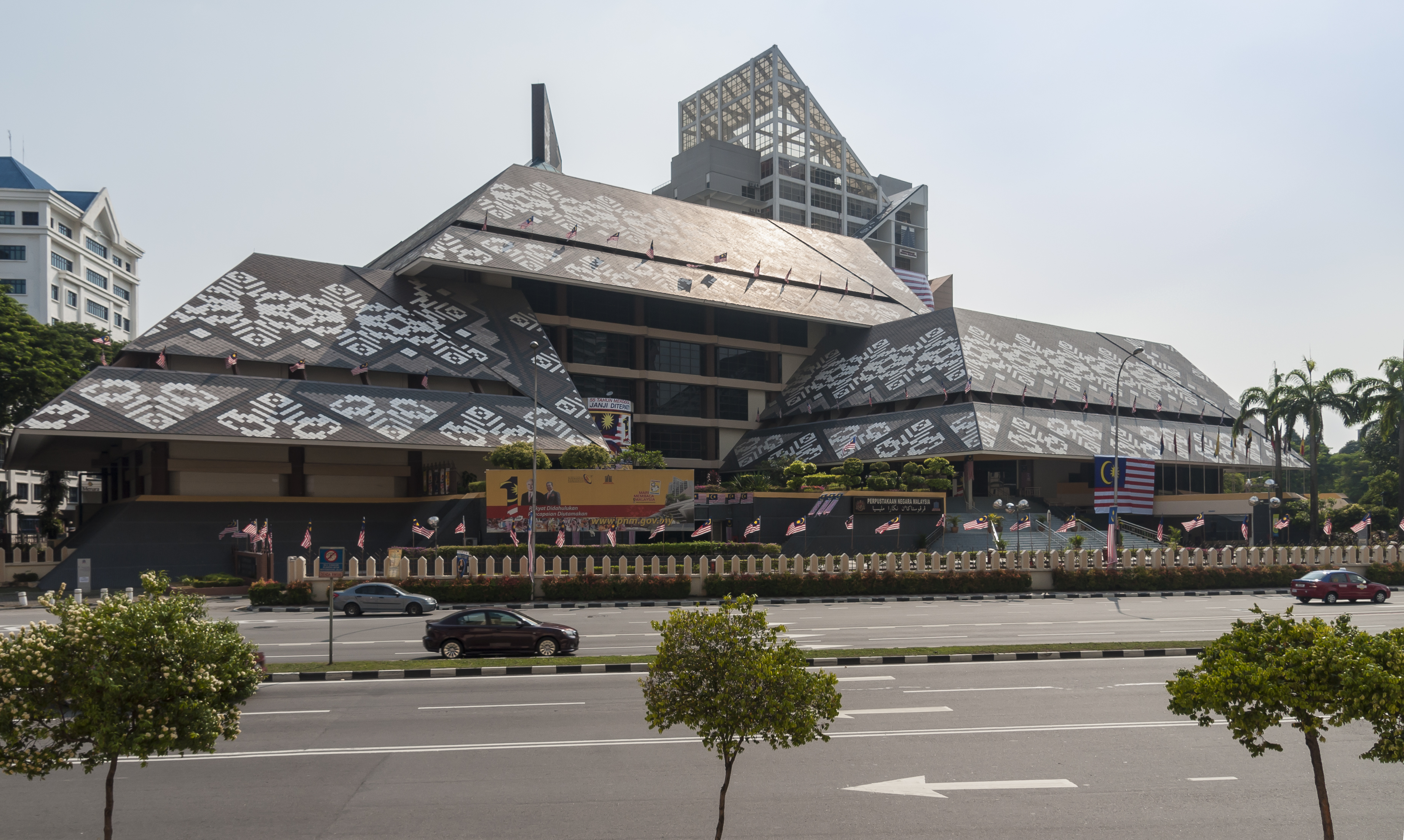

말레이시아 국립도서관(National Library of Malaysia, 말레이어: Perpustakaan Negara Malaysia) (PNM)은 말레이시아 쿠알라룸푸르에 1972년 국립도서관법에 따라 설립된 도서관이다.
국립도서관은 현재와 미래 세대를 위한 국가적 수준의 지식 컬렉션을 제공할 책임이 있다. 도서관 컬렉션을 강화하기 위한 노력으로 국립도서관은 1986년 도서 자료 납본법의 시행, 구매, 기증 및 교환을 통해 도서 자료 수집에 적극적인 역할을 계속하고 있다.
국립도서관 컬렉션의 자랑은 말레이시아나 컬렉션이다. 이 컬렉션은 말레이시아 및 해외에서 발행된 도서 자료 중 내용 전체 또는 대부분이 출판일 또는 사용 언어와 관련된 자료로 구성된다. 또 다른 국가 지적 유산은 말레이 필사본이며, 그 중 하나인 하카얏 항 투아는 유네스코의 아시아와 오세아니아의 세계기록유산에 등재되었다. 이 도서관은 MS ISO 9001:2015 인증을 받은 도서관이다.

## 기능
말레이시아 국립도서관의 주요 기능은 관리 활동, 도서관 개발 활동, 정보 서비스 활동의 세 가지 주요 활동으로 나뉜다. 각 활동은 말레이시아 국립도서관의 목표와 목적을 달성하기 위해 하위 활동 또는 부서의 지원을 받는다.
(a) 관리 활동
- 관리 및 인적 자원
- 기획 및 기업 커뮤니케이션

(b) 도서관 개발 활동
- 정보 지식 네트워크
- 국가 컬렉션 개발 및 문서화

(c) 도서관 서비스 활동
- 말레이시아나 서비스
- 일반 정보 서비스
- 페르다나 서비스

## 컬렉션
국립도서관은 총 478만 점의 자료를 소장하고 있으며, 그 중 452만 점은 인쇄물, 98,406점은 비인쇄물, 4,974점은 말레이 필사본, 158,316점은 디지털 자료이다.
국립도서관의 주요 역할은 해당 국가 내에서 출판된 자료와 관련된 다른 국가에서 출판된 자료의 사용을 보존하고 확대하는 것이다. 말레이시아의 국립도서관으로서 이 기관은 말레이시아의 역사적 기억과 문화의 중앙 저장소이며, 인쇄 및 비인쇄 형태로 번역된 지적 성과를 저장, 문서화 및 보존하는 도서관이다. 말레이시아나 컬렉션은 국가 유산이자 말레이시아 민족의 컬렉션이다.
국립도서관 컬렉션은 다음으로 구성된다.
- 말레이시아나 컬렉션 (예: 에페메라 컬렉션, 개인 컬렉션 등);
- 비말레이시아나 컬렉션 (예: 아세안 컬렉션, 하버드 컬렉션, 유엔 컬렉션 등);
- 말레이 필사본 컬렉션;
- 희귀 컬렉션;
- 연속 간행물 컬렉션 (예: 잡지, 신문, 학술지 등);
- 전자 미디어 컬렉션;
- 상업 데이터베이스.

### 말레이 필사본 컬렉션
말레이 필사본은 14세기 초에 나타나 20세기 초에 끝난 자위 문자로 말레이어로 손으로 쓴 문서를 의미한다. 이것은 보존, 저장 및 보호되어야 할 과거의 귀중한 문서 유산이다. 말레이인들이 글을 쓰는 법을 배우기 시작한 초기부터, 특히 이슬람이 말레이 세계로 침투한 시기 동안, 산문과 시를 포함한 문학, 역사, 이슬람 종교 가르침, 법률, 의학, 신념 및 예감부터 궁정 관습 및 행정에 이르기까지 광범위한 주제를 다루는 수천 개의 말레이 필사본이 제작되었으며, 이는 말레이인의 풍부한 문화 유산과 높은 지적 성취를 반영한다.
말레이 필사본 참고 서비스는 말레이시아 국립도서관 메나라 PNM 11층에 있는 말레이 필사본 센터에 위치하고 있다. 1985년에 설립된 이곳은 학자들이 친근하고 편리한 분위기에서 연구 및 참조를 수행할 수 있도록 최고 품질의 필사본을 제공한다. 기본적으로 말레이 필사본 컬렉션에 대한 참조는 독자 자문 직원의 허가와 지도 아래 원본 및 마이크로필름 사본에 더 중점을 둔다. 말레이 필사본 컬렉션 외에도 NLM은 국내외 다른 기관의 마이크로필름 형태의 필사본도 제공한다. 마이크로필름에서 인쇄한 사본은 유료로 제공된다.

### 희귀 컬렉션
희귀 컬렉션에는 1900년 이전에 국내외에서 발행된 자료 및 절판되어 더 이상 시장에서 구할 수 없는 자료가 포함된다. 이 컬렉션은 역사, 언어, 문학, 사회 과학, 경제, 종교 등 다양한 주제를 다룬다. 희귀하고 가치 있으며 희소한 책, 팸플릿, 사진 형태의 지식 원천을 포함한다. 희귀 컬렉션은 다음 위치에 있다.

### 에페메라 컬렉션
에페메라 컬렉션은 1995년에 시작되었으며 메나라 PNM 8층의 특별 컬렉션 룸에 위치하고 있다. 여기에는 엽서, 브로셔, 프로그램 책자, 포스터, 달력, 초일 봉투 및 우표를 포함하여 다양한 부서와 부처의 출판물이 포함된다.

### 개인 컬렉션
개인 컬렉션은 1994년에 시작되었으며, 역사적 인물에 대한 정보를 담고 있다. 이 컬렉션은 예술과 문학, 역사, 건축, 종교, 문화 등 다양한 주제를 다루는 저명한 인물의 개인 작품 또는 개인 소장품을 모아 놓은 것이다. 말레이시아 국립도서관에서 수집한 개인 컬렉션은 보존 및 참고 자료로 사용된다. 현장 자료는 컬렉션 소유자의 선호도, 관심사 또는 컬렉션 분야에 따라 수집된다. 말레이시아 국립도서관에서 이용 가능한 개인 컬렉션은 책, 학술지, 기사, 필사본, 문서, 팸플릿, 가계도, 사진, 편지, 신문 스크랩, 파일, 그림, 차트 및 브로슈어이다. 이 모든 컬렉션은 메나라 PNM 10층에서 참조할 수 있다. 이 컬렉션은 존 바스틴, A. 할림 나시르, 압둘 라만 알-아흐마디, 체 이스마일 체 다우드, 팍 사코, 아지즈 자핀, 체리타 치나 페라나칸, 압둘 카림 압둘라, 모하메드 이드리스 카마루딘, 나하루딘 하지 알리 및 A. 사마드 사이드를 포함한 유명 인사들로부터 얻은 것이다.

### 전자 미디어 컬렉션
이것은 오디오 카세트, 오디오 디스크, 비디오 카세트, 비디오 디스크, 디지털 비디오 디스크, 데이터 컴팩트 디스크(CD-ROM) 및 말레이시아와 해외에서 발행된 키트와 같은 다양한 주제 분야 및 형식의 비인쇄 자료 컬렉션이다. 이 컬렉션은 PNM 건물(안중 베스타리) 4층 중앙 블록의 디지털 서비스 섹션에서 이용할 수 있다.

### 아세안 컬렉션
아세안(동남아시아 국가 연합) 컬렉션은 말레이시아, 싱가포르, 인도네시아, 태국, 필리핀, 캄보디아, 라오스, 미얀마, 브루나이 다루살람 및 베트남을 포함한 아세안 회원국의 자료를 포함한다. 이 컬렉션은 사회, 문화, 경제, 정치 및 국가 유산 건축과 같은 아세안 국가의 다양한 분야와 내용을 다룬다. 이 컬렉션은 말레이시아 국립도서관 건물 3층 중앙 블록에 위치하고 있다.

### 하버드 컬렉션
이 컬렉션의 자료는 도서, 연속 간행물 및 미디어 자료로 구성된다. 이 컬렉션은 하버드 대학교 출판부, 하버드 비즈니스 스쿨 및 하버드 비즈니스 퍼블리싱에서 발행한 자료를 다룬다. 이 하버드 컬렉션은 PNM 건물 3층에 위치하고 있다.

### 유엔 컬렉션
말레이시아 국립도서관은 1976년부터 유엔 출판물의 보관 센터이다. 유엔 교육 과학 문화 기구(유네스코), 유엔 식량 농업 기구(FAO), 유엔 아동 기금(유니세프) 및 기타 기관이 포함된다. 이 컬렉션은 도서, 연속 간행물, 회의록, 안내서, 뉴스 게시판 및 브로슈어로 구성된다. 2011년 2월, NLM은 유엔의 보관 센터로 지정되었다. 유엔의 특별 컬렉션은 안중 베스타리 3층에서 참조할 수 있다.

## 건물
건물 디자인과 개념은 말레이시아의 정체성을 반영하며, 지적 성과와 국가의 풍부한 문화유산에서 영감을 받은 것을 상징한다. 내부 건축물에는 마음의 개념이 반영되어 있다. 디자인은 전통적인 말레이 머리 장식인 텅콜록의 개념을 기반으로 하며, 이는 말레이시아 문화에서 지적 자부심과 존경의 상징이다. 지붕의 타일 또한 카인 송켓(전통 손으로 짠 직물)에서 영감을 받은 독특한 패턴을 담고 있다.
말레이시아 국립도서관은 잘란 라자 라우트에서 오랜 세월을 보낸 후 1993년 2월에 이 건물로 이전했다.
쿠알라룸푸르 잘란 툰 라자크에 있는 말레이시아 국립도서관 건물의 설계를 담당한 건축 회사는 쿰풀란 아키텍이다.

## 대중교통
버스 402 또는 고 KL 오렌지 라인은 틀:KLRT code틀:KLRT code틀:KLRT code LRT/모노레일 티티왕사에서 출발한다.
또한 푸트라자야 선의 틀:KLRT color code2 라자 우다-UTM MRT 역에서 도보 5분 거리에 있다.